# Кочетково
Кочетково — хутор в Среднеахтубинском районе Волгоградской области России. Входит в состав Куйбышевского сельского поселения.

## История
По состоянию на 1945 год хутор входил в состав Средне-Погроминского сельсовета Среднеахтубинского района Сталинградской области (с 1961 года — Волгоградская область). В 1964 году Кочетково (в «Списке населённых пунктов по Среднеахтубинскому району» упомянуто как хутор Кочетки) входило в состав Красного сельсовета. Согласно «Списку населенных пунктов Среднеахтубинского района на 01 января 1976 года» хутор являлся частью Куйбышевского сельсовета.

## География
Хутор находится в юго-восточной части Волгоградской области, в пределах Волго-Ахтубинской поймы, на расстоянии примерно 5 километров (по прямой) к югу от посёлка городского типа Средняя Ахтуба, административного центра района. Абсолютная высота — 6 метров ниже уровня моря.

Климат классифицируется как влажный континентальный с тёплым летом (согласно классификации климатов Кёппена — Dfa).
Часовой пояс
Хутор Кочетково, как и вся Волгоградская область, находится в часовой зоне МСК (московское время). Смещение применяемого времени относительно UTC составляет +3:00.

## Население
| 2010 |
| ---- |
| 185  |

Гендерный состав
По данным Всероссийской переписи населения 2010 года в гендерной структуре населения мужчины составляли 47,6 %, женщины — соответственно 52,4 %.
Национальный состав
Согласно результатам переписи 2002 года, в национальной структуре населения русские составляли 84 %.

## Инфраструктура
В кочетково функционирует фельдшерско-акушерский пункт.

## Улицы
Уличная сеть хутора состоит из четырёх улиц.